# Broom, Bedfordshire
Broom är en by i Central Bedfordshire distrikt i Bedfordshire grevskap i England. Byn är belägen 14,1 km 
från Bedford. Orten har 621 invånare (2015). Byn nämndes i Domedagsboken (Domesday Book) år 1086, och kallades då Brume.